# Elle habite ici
Pistes de Un homme sans racines
Un homme sans racines Dans la cour
Elle habite ici est le troisième single de l'album Un homme sans racines de Gérald de Palmas, sorti le 6 juin 2005. La chanson a été sélectionnée aux NRJ Music Awards, dans la partie chanson française de l'année.